# Jean Weissenbach
Jean Weissenbach, né le 13 février 1946 à Strasbourg, est un biologiste français, directeur de recherche au CNRS. De 1997 à 2015, il dirige le Genoscope - Centre national de séquençage à Évry, rattaché au Commissariat à l'énergie atomique le 1er mai 2007.

## Parcours
Sa carrière est centrée sur la biologie moléculaire et l’étude des génomes. Il a passé sa thèse de doctorat ès sciences à l'Université Louis-Pasteur de Strasbourg en 1977 sur le séquençage et l'étude des propriétés codantes des ARN de transfert. Son stage post-doctoral de 1977 à 1981, effectué à l'Institut Weizmann puis à l'Institut Pasteur, a été consacré au clonage de gènes d'interférons humains. Ceci l'a mené à la génétique moléculaire humaine, son domaine de recherche depuis 1982.
Il a dirigé plusieurs laboratoires associés au CNRS, ainsi qu'une unité de recherche de l'Institut Pasteur. Il a été responsable du programme de la carte génétique de l'homme au Généthon et directeur scientifique de Généthon de 1993 à 1997. Depuis 1997, est directeur du Centre National de Séquençage (Genoscope). Son groupe contribue au séquençage de grands génomes et est engagé dans le séquençage de génomes de micro-organismes.
Le 9 juillet 2008, il reçoit la Médaille d'or du CNRS pour sa direction du travail du Généthon et du Genoscope. Le 31 décembre 2008 il est promu au grade d'officier de la Légion d'honneur.

## Contributions scientifiques
Jean Weissenbach est l’un des plus grands pionniers mondiaux de l’exploration et de l’analyse des génomes et en particulier de celles du génome humain. Il est coauteur de 49 articles dans les revues scientifiques internationales Nature et Science, ce qui le place au 2e rang des contributeurs français de ces revues. Ses contributions majeures sont :
- La carte génétique du génome humain. De 1990 à 1996, grâce à la technique des marqueurs microsatellites, son équipe a constitué la première carte précise du génome humain, positionnant précisément plus de 5000 jalons (marqueurs génétiques) sur nos 23 paires de chromosomes. Ce travail réalisé au Généthon à Évry, constitue une performance réalisée dans un contexte de concurrence internationale intense. Grâce à cette carte, véritable travail de référence, des dizaines de gènes associés à des maladies génétiques ont pu être localisés et peuvent aujourd’hui être diagnostiqués de manière précoce.
- L’identification de gènes associés aux maladies génétiques. À l’aide de sa carte, l’équipe de Jean Weissenbach a elle-même contribué directement à la localisation de gènes associés à des maladies (maladie de Crohn, fièvre méditerranéenne familiale, ataxie cérébelleuse, cardiomyopathie hypertrophique, syndrome de Coffin-Lowry…).
- Le séquençage de génomes d’organismes modèles. L’équipe de Jean Weissenbach a participé au séquençage d’un nombre important d’organismes modèles en biologie (drosophile, arabette, …) et surtout, celui du tétraodon, le premier génome de poisson complètement séquencé avec celui du fugu.
- La prédiction du nombre de gènes dans le génome humain. En 2000, alors que seule une fraction de la séquence génomique du tétraodon et de celle du génome humain avaient été déterminées, Jean Weissenbach et son équipe ont effectué une analyse statistique astucieuse pour extrapoler une estimation du nombre de gènes dans notre génome. Le résultat obtenu, environ 30 000 gènes (à peine deux fois plus que la drosophile) semblait iconoclaste à une époque où les chiffres admis dans la communauté tournaient plutôt autour de 60 000 à 200 000 gènes. Il a été ensuite largement confirmé par l’analyse complète du génome humain. Ce résultat est un tournant important dans la pensée des biologistes et généticiens : complexité de développement et fonctions cognitives supérieures ne riment pas nécessairement avec augmentation du nombre des gènes.
- Le séquençage du génome humain. L’équipe du Genoscope, dirigée par Jean Weissenbach a participé de manière active au consortium international qui a séquencé le génome humain. Le chromosome 14, qui contient une partie importante des gènes de notre système immunitaire, a été séquencé à Évry.

## Prix et distinctions
- 2008 :  Officier de la Légion d'honneur
- 2008 : Médaille d'or du CNRS.
- 2007 : Grand Prix de la Fondation pour la Recherche Médicale
- 2002 : Prix International de la Fondation Gairdner
- 2001 : Prix Prince des Asturies de la Recherche scientifique et technique
- 1997 : Promotion au grade de chevalier de la Légion d'honneur
- 1997 : Membre titulaire de l’Académie des sciences
- 1996 : Prix de recherche de la Fondation Allianz-Institut de France[3].
- 1995 : Prix Mauro-Baschirotto, European Society of Human Genetics.
- 1994 : Médaille d'argent du CNRS.
- 1992 : Prix Mergier-Bourdeix de l'Académie des sciences.
- 1979 : Prix Maurice-Nicloux, Société de chimie biologique.